# LRC (coche)
LRC es un tipo de vagón de pasajeros construido por Bombardier Transportation para el mercado norteamericano. La mayoría de los vagones permanecieron en servicio después de la retirada de las locomotoras LRC, aunque tirados por locomotoras más nuevas, generalmente P42DC y, a menudo, con el mecanismo de inclinación desactivado. A partir de 2003, Via instaló Internet inalámbrico en todos los trenes del Corredor, con cúpulas blancas distintivas para el enlace descendente satelital instaladas en la parte superior de los vagones de primera clase. Un nuevo programa de capital anunciado por el gobierno canadiense en octubre de 2007 incluye financiación para la renovación de los coches LRC restantes de Via. Los mecanismos de inclinación se eliminarán como parte de este proyecto.

## Legado
Desde entonces, Bombardier ha utilizado versiones actualizadas de los vagones LRC y sus sistemas de inclinación en los trenes eléctricos de alta velocidad Acela que desarrollaron para Amtrak a finales de los años 1990 (que constan de 26 vagones club y 72 vagones de pasajeros), el Super Voyager en el Reino Unido y en el JetTrain experimental derivado de Acela propuesto a mediados de la década de 2000 para varios corredores en Canadá y Estados Unidos.

## Preservación
En agosto de 2010, la Asociación Histórica de Ferrocarriles de Toronto anunció que había concluido con éxito la compra de la locomotora LRC n.º 6917 de Via Rail, como parte de su campaña "Save The LRC". Esta locomotora estaba destinada a ser colocada en el museo The Toronto Railway Heritage Centre en la antigua Canadian Pacific John St. Roundhouse en Toronto, una vez que se hubiera recaudado el dinero necesario para la mudanza. Después de que se descubrió que aún podía funcionar con sus propios medios, se decidió no mover la locomotora y mantenerla en su almacenamiento actual en el Centro de Mantenimiento de Toronto de VIA Rail en Mimico. 6917 es mantenido y operado por la Asociación Histórica VIA. En 2014 se completó una restauración importante y aún quedan trabajos cosméticos.
La locomotora LRC n.º 6921 se conserva en el Museo de la Canadian Railway en las afueras de Montreal. Funcionó por sus propios medios en 2015.